# Okladnikow-Höhle

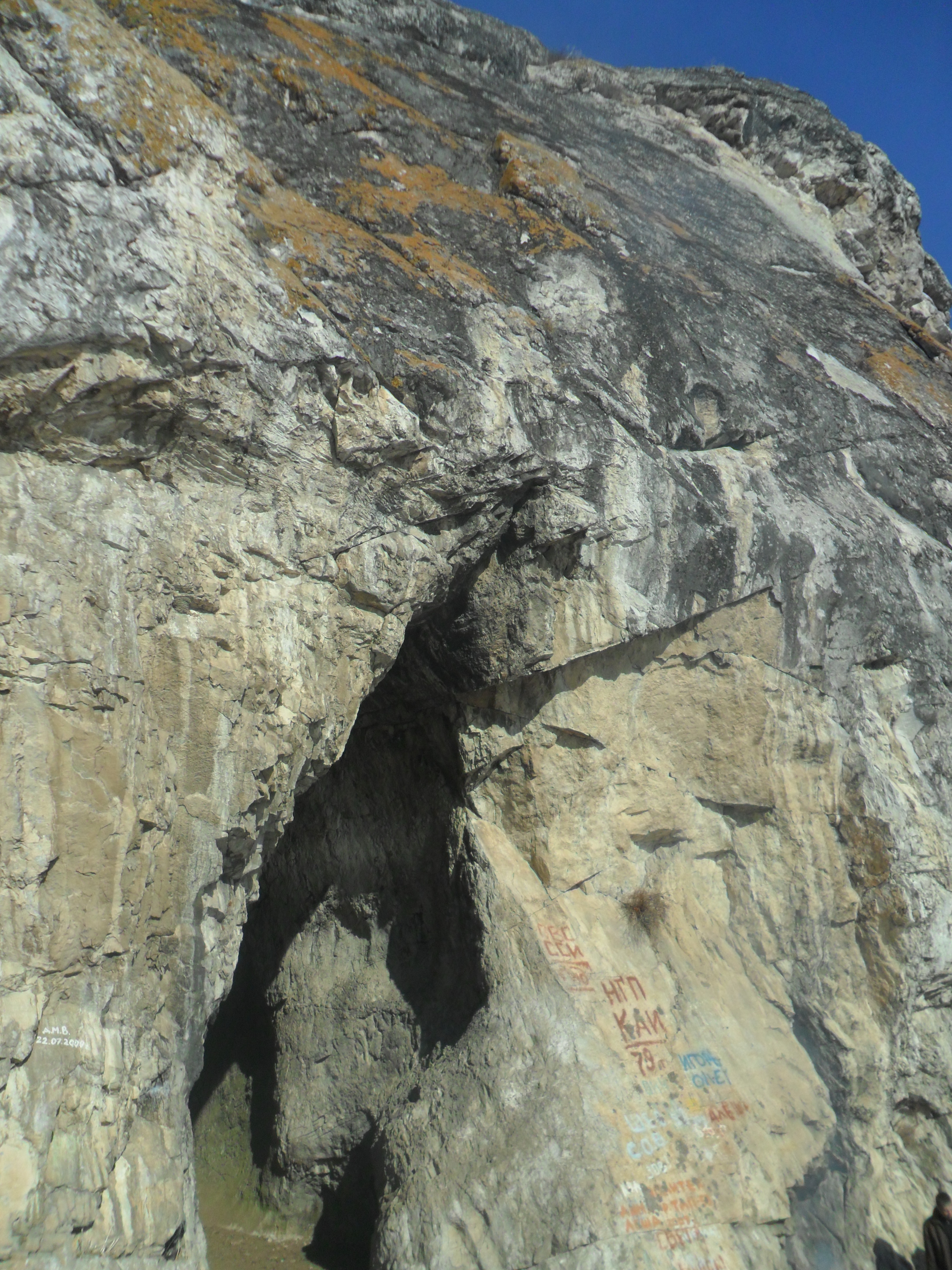
Eingang zur Höhle

Die Okladnikow-Höhle (russisch Пещера им. А.П. Окладникова) ist eine archäologische und paläoanthropologische Fundstelle in Russland, in den Bergen des Russischen Altai in
Südsibirien. Sie wurde nach dem russischen Archäologen Alexei Okladnikow benannt. In der Höhle gefundene menschliche Überreste belegen, dass die Neandertaler bis nach Sibirien gelangt sind; 2000 km weiter nach Osten als zuvor angenommen.

## Lage

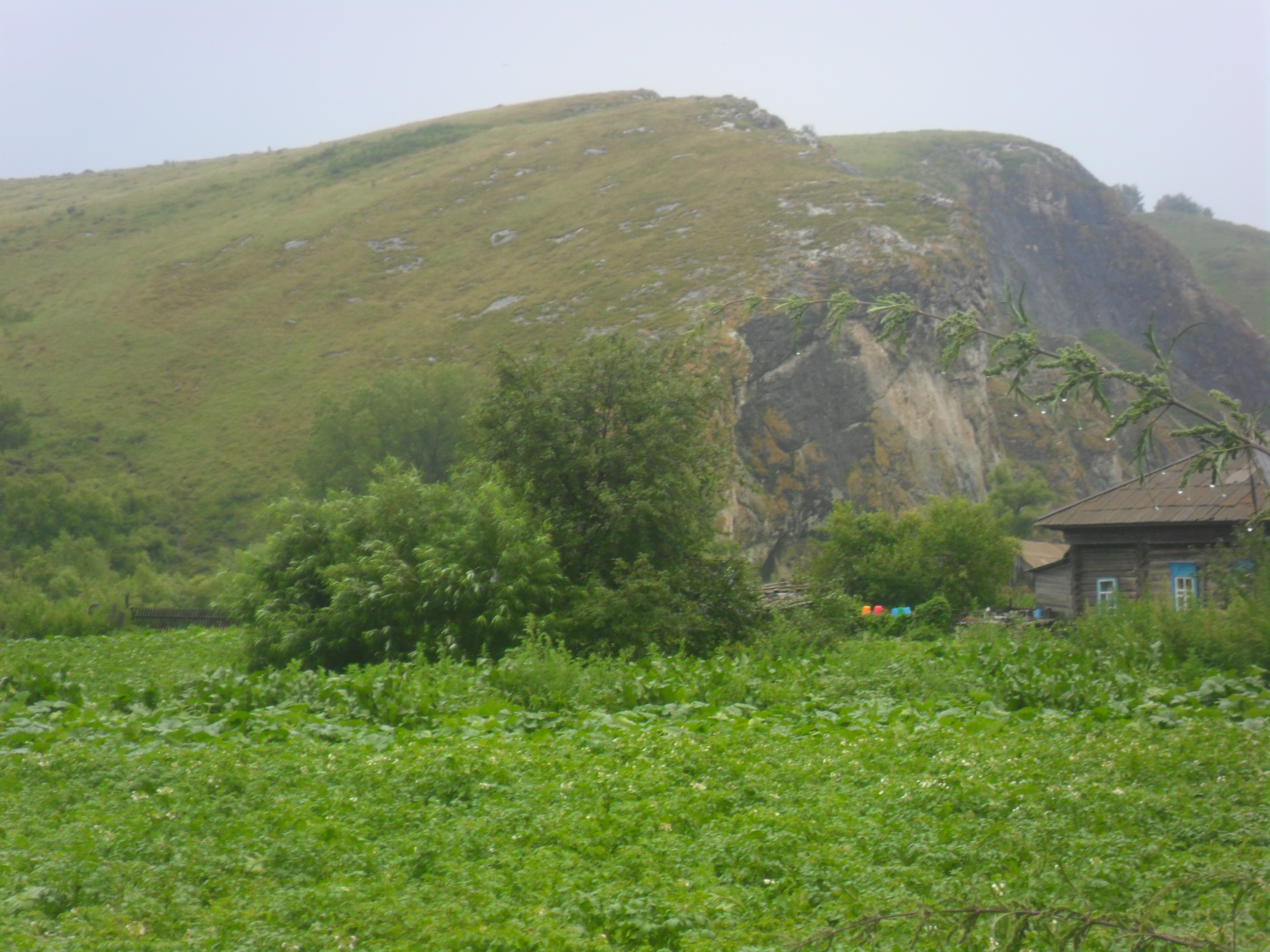
Blick von Sibirjatschicha

Die Höhle befindet sich am südwestlichen Rand des Dorfes Sibirjatschicha, etwa 20 km nordwestlich des Rajonverwaltungszentrums Soloneschnoje der Region Altai, in einer Kalksteinformation am linken Ufer des Flusses Sibirka, eines schmalen linken Nebenflusses des Anui.

## Beschreibung
Der Eingang der Höhle weist nach Süden und befindet sich 14 m über dem heutigen Niveau des Flusses. Sie besteht aus einem Komplex miteinander verbundener kleiner Höhlungen, einem Felsüberhang, einer Grotte und fünf Galerien. 
Nach Angaben von Andrei Kriwoschapkin, leitendem wissenschaftlichen Mitarbeiter am Institut für Archäologie und Ethnographie der Sibirischen Abteilung der 
Russischen Akademie der Wissenschaften, wurden die Knochen bereits Mitte der 1980er Jahre, während Ausgrabungen unter der Leitung von zwei Mitgliedern des Instituts – Sergei Markin  und Valeri Petrin – entdeckt. Unter den, über alle sieben vorgefundenen Kulturschichten (strata) verteilten, dem Moustérien zuzuordnenden Artefakten waren drei große Knochenfragmente und fünf Zähne; ein Prämolar und vier Molaren aus verschiedenen Unterkiefern. Diese menschlichen Überreste stammten nach den Ergebnissen der Radiokohlenstoffdatierung von zwei Jugendlichen und von einer erwachsenen Person, die bei ihrem Tod über 24 Jahre alt war.
Der Oberarmknochen (Humerus) des einen Jugendlichen (OK1) wurde mit mehreren Radiokohlenstoffdatierungen auf ein Alter zwischen rund 37.000 und 30.000 Jahren (BP, unkalibriert) datiert. Dieser Humerus (OK1) sowie das Femur (OK2) des anderen Jugendlichen konnten anhand der noch erhaltenen Mitochondrialen DNA (mtDNA) dem Neandertaler zugeordnet werden. Der Humerus des Erwachsenen, dessen Alter auf 24.260 ± 180 BP (entspricht 27.073 ± 431 v. Chr.) bestimmt wurde, enthielt ausschließlich mtDNA des modernen Menschen (Homo sapiens). Für eine recht sichere Zuordnung des erwachsenen Individuums zu Homo sapiens spricht auch die Datierung, da der Neandertaler zu dieser Zeit bereits als ausgestorben gilt.

## Einordnung
Seit 1938 im Bergland von Usbekistan, in der Teschik-Tasch-Höhle, das Skelett eines acht bis zehn Jahre alten mutmaßlichen Neandertaler-Kindes geborgen wurde, galt diese Höhle als der östlichste Fundort von Neandertalerknochen.
Svante Pääbo vom Max-Planck-Institut für evolutionäre Anthropologie in Leipzig konnte 2007 in zwei der drei Okladnikow-Fossilien sowie in den Knochen aus der Teschik-Tasch-Höhle bereits von europäischen Neandertalern bekannte DNA-Sequenzen nachweisen.
Pääbo und seine Kollegen untersuchten DNA aus dem rechten Oberschenkelknochen des Neandertalerkindes aus der Teschik-Tasch-Höhle und aus den Oberarm- und Fingerknochen der in Sibirien gefundenen Fossilien und verglichen diese mit dem bislang entzifferten Erbgut 13 europäischer Neandertaler. Die Ähnlichkeit der mitochondrialen DNA (mtDNA) der sibirischen und europäischen Neandertaler wies darauf hin, dass sie noch nicht lange räumlich getrennt gelebt haben können. Der Junge aus Teschik-Tasch stand den europäischen Neandertalern verwandtschaftlich noch näher als den Frühmenschen aus Sibirien. Diese Forschungsergebnisse erweiterten das bisher bekannte Verbreitungsgebiet des Neandertalers um rund 2 000 km nach Osten. Ob die Neandertaler möglicherweise bis in die Mongolei oder nach China vordrangen, muss durch weitere Untersuchungen fossiler Knochen herausgefunden werden.
Ein fossiler Fingerknochen aus der unweit entfernt gelegenen Denissowa-Höhle wurde in zwei 2010 in Nature veröffentlichten Studien als Nachweis einer zweiten, sympatrisch lebenden Homo-Population im Altai („Denisova-Mensch“) interpretiert, da jenes Fossil bezüglich der mtDNA und der Zellkern-DNA weder mit dem Neandertaler noch mit Homo sapiens identisch ist. Über die Sicherheit von Abstammungslinien, die anhand der molekularen Uhr erstellt werden, besteht derzeit noch kein wissenschaftlicher Konsens.